# Claudio Latorre
Claudio Andrés Latorre Meza (* 8. Juni 1986 in Santiago) ist ein ehemaliger chilenischer Fußballspieler auf der Position eines Stürmers.

## Karriere

### Verein
Latorre begann seine Karriere 2005 bei Unión Española, wo er bis 2007 spielte. Nach Stationen bei Deportes Puerto Montt (2008) und Deportes Melipilla (2009) wechselte er 2010 zu Coquimbo Unido. Im Jahr 2011 spielte der Offensivakteur für den CD Magallanes in der Primera B, wo er eine starke Saison mit 22 Toren absolvierte. Weitere Stationen waren Unión San Felipe (2012–2015) mit Leihstationen bei San Marcos und dem CD Palestino. Nach Einsätzen bei Deportes Temuco (2015) und AC Barnechea (2016) kehrte er zu Deportes Puerto Montt sowie danach zu Deportes Melipilla zurück und beendete seine Karriere 2018 bei San Antonio Unido.

### Nationalmannschaft
Claudio Latorre nahm 2011 am Training des erweiterten Kaders der Nationalmannschaft unter Claudio Borghi teil, jedoch wurde er nie für ein Länderspiel nominiert.

## Auszeichnungen
- Torschützenkönig der chilenischen Primera B: 2011-A
- Torschützenkönig der Copa Chile: 2011